# Leo Román
Leonardo Román Riquelme (* 6. Juli 2000 auf Ibiza) ist ein spanischer Fußballtorhüter.

## Karriere

### Verein
Aus der U19 von SCR Peña Deportiva kommend ging er im Sommer 2018 in deren erste Mannschaft über und wurde von dort direkt an CF Sant Rafael für den Verlauf der Spielzeit 2018/19 verliehen. Nach einer weiteren Spielzeit zurück bei seinem Jugendklub wechselte er zur Spielzeit 2020/21 in den Kader der B-Mannschaft von RCD Mallorca. Wo er nun ein paar Einsätze bekam. Am 8. Januar 2022 hatte er dann auch sein Debüt für die erste Mannschaft und stand am 20. sowie 22. Spieltag im Kasten. Nebst ein paar weiterer Einsätze im Pokal bekam er am 38. Spieltag der Spielzeit 2023/24 noch einmal einen Einsatz. Zur Spielzeit 2023/24 wurde er anschließend zu Real Oviedo verliehen, wo er in der Zweiten Liga nun als Stammtorhüter fungiert.

### Nationalmannschaft
Für die spanische U21-Nationalmannschaft bestritt er ein Freundschaftsspiel und gehörte dann auch mit zum Kader bei der Europameisterschaft 2023, wo er beim 2:2-Gruppenspiel gegen die Ukraine für eine Halbzeit auf dem Platz stand. Am Ende erreichte seine Mannschaft auch das Finale, wo diese schlussendlich England mit 0:1-unterlag.